# ОГАЕ такмичење друге шансе
ОГАЕ такмичење друге шансе је визуелни догађај који је први пут организован 1987. године. Организатори су огранци ОГАЕ, међународног клуба навијача Песме Евровизије. Четири нације су се такмичиле на првом такмичењу које је одржано 1987. године. Такмичење је раније било догађај који није био емитован на телевизији, али је током година еволуирао коришћењем видео траке и касније DVD-а, YouTube-а и сервиса за стримовање.
Сваког лета након такмичења за Песму Евровизије, сваки огранак може пријавити једну песму која није успела да победи у националном процесу селекције земље за такмичење. Чланови сваког клуба бирају између песама које нису победиле и бирају једну која ће представљати клуб на догађају.  Гласове дају чланови ОГАЕ клубова и враћају се огранку ОГАЕ који организује догађај одређене године. Гостујући жирији се користе за гласање од 1993. године.

## Историја такмичења
Такмичење је почело 1987. године. Четири огранка ОГАЕ-а су се такмичила на првом такмичењу, из Холандије, Норвешке, Шведске и Уједињеног Краљевства. Такмичење се брзо проширило и сада садржи преко 20 земаља које се такмиче сваке године. Због различитих метода избора земаља за Евровизију током година, уобичајена је појава да се земље спорадично такмиче на такмичењу.
Раније је било познато по националним финалним пријавама које нису емитоване на телевизији за такмичење у Другој шанси. Ово се догодило од 1989. до 1991. када је ОГАЕ Шпанија укључила песме за које се зна да су унете у интерни процес селекције земље. 1990, 1991, 1998. и 1999. ОГАЕ Италија се такмичила на такмичењу ОГАЕ такмичење друге шансе, улазећи у победничке песме италијанског Санремо музичког фестивала, су основа за стварање Песма Евровизије. После 1999. године уведено је ново правило које дозвољава само песмама из телевизијског националног финала да се такмиче у Другом такмичењу. Ово је довело до тога да неки огранци нису могли да се такмиче дуги низ година јер се у земљи не одржава национално финале. Године 1993. коришћени су гостујући жирији у гласању на такмичењу. Ови жирији се састоје од огранака који не могу да се такмиче на такмичењу јер се у њиховој земљи не одржава национално финале.
Учешће у такмичењу Друга шанса захтева да огранци који се такмиче имају телевизијско национално финале одржано у својој земљи за овогодишње такмичење за Песму Евровизије. До сада је бар једном на такмичењу било представљено 37 земаља. Они су овде наведени заједно са годином у којој су дебитовали:
ОГАЕ Остатак света представља земље које немају сопствени огранак ОГАЕ. Прво учешће су имали на такмичењу 2009. године, где су их представљали Словачка.
| Година | Државе дебитанти                                                                   |
| ------ | ---------------------------------------------------------------------------------- |
| 1987.  | Холандија, Норвешка, Шведска, Уједињено Краљевство                                 |
| 1988.  | Данска, Финска, Немачка, Грчка, Ирска, Израел                                      |
| 1989.  | Шпанија                                                                            |
| 1990.  | Аустрија, Кипар, Италија, Португал                                                 |
| 1991   | Швајцарска, Југославија                                                            |
| 1992.  | Белгија                                                                            |
| 1993.  | Хрватска, Естонија, Мађарска, Исланд, Малта, Румунија, Словачка, Словенија, Турска |
| 1994.  | Русија                                                                             |
| 1996.  | Босна и Херцеговина, Северна Македонија                                            |
| 1999.  | Француска                                                                          |
| 2000.  | Летонија                                                                           |
| 2001.  | Литванија                                                                          |
| 2003.  | Пољска                                                                             |
| 2004.  | Србија и Црна Гора                                                                 |
| 2006.  | Украјина                                                                           |
| 2007.  | Србија                                                                             |
| 2009.  | Андора, Молдавија, Остатак света                                                   |
| 2010.  | Азербејџан, Бугарска, Јерменија                                                    |
| 2014.  | Албанија, Белорусија                                                               |
| 2017.  | Грузија                                                                            |
| 2018.  | Сан Марино, Чешка                                                                  |
| 2019.  | Аустралија                                                                         |

## Такмичење

### Ретроспективна такмичења за другу шансу
Донесена је одлука да се сваке године одржавају Ретроспектива са песмама са такмичења пре 1987 године. Прво такво такмичење је одржано 2003. године за песме које нису успеле да се такмиче на Песми Евровизије 1986. године. Овај формат се понавља сваке године, нпр. 2004. одржано је такмичење Ретроспектива 1985. годину, а 2005. године одржано је Ретро такмичење за 1984. годину, итд.

### Такмичење друге шансе
Такмичења која се организују између чланова међународног клуба навијача Песме Евровизије ОГАЕ за избор песме која није ушла на Песму Евровизије кроз њихово национално финале, дајући јој „другу шансу“ да учествује у такмичењу за одређивање омиљени унос. Учешће у такмичењу Друга шанса захтева да огранци који се такмиче имају телевизијско национално финале одржано у својој земљи за овогодишње такмичење за Песму Евровизије. До сада је бар једном на такмичењу било представљено 37 земаља. Они су овде наведени заједно са годином у којој су дебитовали: Десет земаља је победило у такмичењу у историји такмичења. Најуспешнија земља на такмичењу била је Шведска, која је победила на такмичењу укупно седамнаест пута, скоро половину одржаних такмичења. Шведски бенд Алцазар, који је победио 2003. и поново 2005. је једини извођач који је победио на такмичењу више пута, док је Магнус Карлсон (члан Алказара 2003. и 2005. и певач Барбадоса 2001.) једини уметник који је победио трипут.

### Такмичење 80-их година 20-тог века
Три такмичења одржана су 1980-их, прво 1987. године које је одржано у Хуизен, Холандија, док су оба такмичења 1988. и 1989. одржана у Естерсунд, Шведска. На ОГАЕ такмичењу друге шансе 1987, које је било прво издање такмичења, учествовале су четири земље; Холандија, Норвешка, Шведска и Уједињено Краљевство; учествовао у првом издању такмичења Друга шанса. Свака земља је одабрала по две песме за такмичење. ово је био први и једини пут да је свака земља пријавила две песме на такмичење (слично као 1956). Први икада победник такмичења био је Швеђанин Арја Саијонмаа са „Хогт овер хавет“, који је првобитно био други у шведском националном финалу, „Мелодифестивален 1987“. Норвежанке Кјерсти Бергесен и Marcha из Холандије завршиле су на заједничком другом месту.
На ОГАЕ такмичењу друге шансе 1988. године, које је било друго издање такмичења, учествовало је десет земаља, а дебитовале су Данска, Финска, Немачка, Грчка, Ирска и Израел. Свака земља је послала по једну песму која није успела да победи на националном избору за Песму Евровизије 1988. године. Победник је поново Шведска, са песмом „Ом иген“ Лене Филипсон, која је заузела друго место у шведском националном избору за Евровизију Мелодифестивален 1988. Друго место припало је дебитантској земљи Финској, а треће Холандији.

### Такмичење 90-их година 20-тог века
Десет такмичења одржано је 1990-их у осам градова у четири земље. Шведска је била домаћин такмичења у Естерсунду 1990. и 1991. године; Оребро 1995. године; и Фарста 1996. Немачки градови Монтабаур, Хановер и Хамбург били су домаћини 1992, 1997, односно 1998. године. Осло, Норвешка је био домаћин такмичења 1993. и 1994. године; док је Холандија била домаћин такмичења у Емену 1999.
.
ОГАЕ друга шанса такмичење 1990. године је било четврто издање и на њему се такмичило четрнаест земаља. Аустрија, Кипар, Италија и Португал по први пут учествују у такмичењу. Ирска и Холандија су се вратиле након својих изостанака претходне године, док је Израел био једина земља која се повукла због интерног избора за Евровизију. ОГАЕ Италија је одабрала своју победничку песму на италијанском музичком фестивалу у Санрему.  На такмичењу је још једном победила Шведска, коју је представљала Карола са песмом „Esccnty“. Карола је победила на Песми Евровизије 1991. године са „Fångad av en stormvind”. Линда Мартин, која је представљала Ирску, такође би победила на Евровизији, победивши са "Why Me?" 1992. године. Арја Саијонмаа која је победила за Шведску на такмичењу ОГАЕ такмичења друге шансе 1987. године, вратила се да представља своју родну земљу Финску.
ОГАЕ такмичење друге шансе 1991. године, било је пето издање, на којем се такмичило петнаест земаља[  Швајцарска и Југославија су дебитовале, а то је био за Југославију први и једини пут да су имали свог представника на овом такмичењу. Израел се вратио након њиховог одсуства претходне године, док се Кипар повукао јер није одржано национално финале, а Холандија није била у могућности да се такмичи због одустајања од Песме Евровизије 1991. Шведска је још једном победила на такмичењу, по четврти пут, коју је представљала Пернила Валгрен са песмом "Tvillingsjäl". Лиа Виси из Грчке је била друга, док је Израелац Адам био трећи.
ОГАЕ друга шанса такмичење 1992. године било је шесто издање такмичења. На такмичењу је учествовало 11 земаља, при чему је Белгија први пут учествовала у такмичењу, док су се Кипар и Холандија вратили након одсуства претходне године. Међутим, Аустрија, Грчка, Италија, Португал, Шпанија, Уједињено Краљевство и Југославија су се повукле из такмичења. Норвешка је ове године била победник такмичења, коју је представљала Венче Михре са „Du skal få din dag i morgen“. Израелка Јарон Чадад је била друга док је Ирска Патриша Ро трећа.
ОГАЕ друга шанса такмичење 1993. године је било седмо издање такмичења. На такмичењу су учествовале 22 земље, а дебитовале су Хрватска, Естонија, Мађарска, Исланд, Малта, Румунија, Словачка, Словенија и Турска. Године 1993. одржано је такмичење за предселекцију за главну Песму Евровизије под називом Квалификација за Милстрит како би се ограничио број пријава на главно финале Евровизије – шест од седам земаља које се такмиче на овом такмичењу Друга шанса, шаљући своје неуспеле пријаве из предселекцију, или слање друге песме са њиховог националног финала. Поред великог броја дебитантских земаља, дошло је и до низа других промена у постави: Немачка није могла да учествује на такмичењу због одржавања интерне селекције за одабир њиховог учешћа; као и овај Израел и Португал су се вратили после одсуства прошле године. Ова година је била прва употреба „Гостујућих жирија“ на конкурсу. Овим жиријима, који долазе из земаља које се не такмиче, било је дозвољено да гласају заједно са конкурентским земљама, што им је омогућило да у одређеној мери учествују у такмичењу. Први гостујући жирији дошли су из Француске, Немачке, Грчке, Италије, Луксембурга и Шпаније. Победница такмичења била је Merethe Trøan са "Din egen stjerne", представљајући земљу домаћина Норвешку. Холандија је била друга, коју је представљала Ruth Jacott, а треће Уједињено Краљевство са Sonia.
ОГАЕ друга шанса такмичење 1994. године је било осмо издање такмичења. Шеснаест земаља се такмичило на такмичењу, а Русија је први пут учествовала у такмичењу. Белгија, Данска, Израел, Словенија и Турска су се повукле из такмичења због испадања из 1994. године; Словачка и Швајцарска су такође биле одсутне са такмичења због тога што у земљи није одржано национално финале за Евровизију те године. По други пут у такмичењу су коришћени „гостујући жирији“, омогућавајући огранцима ОГАЕ из земаља које нису имале национално финале за Евровизију 1994. да се такмиче у Другој шанси. Шведска је била победник осми пут у историји такмичења, коју је представљала певачица Гледис дел Пилар са песмом „Дет вацкрасте јаг вет“, коју је компоновао Мајкл Саксел на стихове Ингеле Форсман. Другопласирана је била Францис Руфел из Уједињеног Краљевства, док је треће место припало земљи домаћину Норвешкој и Madam Medusa.
ОГАЕ друга шанса такмичење 1995. године је било девето издање такмичења. На такмичењу се такмичило девет земаља, а вратиле су се Данска, Израел и Словенија. Међутим, бројне земље су биле принуђене да се повуку: Естонија, Финска, Холандија и Румунија су биле принуђене да пропусте такмичење због испадања са такмичења за Песму Евровизије 1995. године; Аустрија, Кипар, Мађарска, Исланд и Русија такође су одсуствовале са такмичења јер се у земљи не одржава национално финале Евровизије. Штавише, Малта није учествовала иако је одржано национално финале. Победници су били Шведска, коју је представљала певачица Cecilia Vennersten са песмом „Det vackraste“, коју су компоновали Peter и Nanne Grönvall са текстом Nanne Grönvall & Maria Rådsten. Друго место припало је Deuce из Уједињеног Краљевства, док је треће место припало Ирској и Naoimh Penston.
ОГАЕ друга шанса такмичење 1996. године је било десето такмичење. На такмичењу су се такмичиле 22 земље, а дебитовале су Босна и Херцеговина и Македонија. На такмичење се вратило и неколико земаља, али нико од учесника из издања из 1995. године није одустао. Шведска је била победница 10. издања Друге шансе, коју је представљала певачица Lotta Engberg са песмом "Juliette och Jonathan". Другопласирана позиција припала је хрватским Новим фосилима, док је треће место припало Немачкој и Леону који се нису квалификовали за Песму Евровизије 1996. као коначна немачка пријава.
ОГАЕ друга шанса такмичење 1997. године је било једанаесто издање такмичења. Седамнаест земаља је учествовало на такмичењу које је организовао ОГАЕ Немачка. Шест земаља које су учествовале на такмичењу ОГАЕ Друга шанса 1996. повукле су се из такмичења 1997. године: Белгија, Финска, Израел, Македонија и Румунија су се повукле након што су испале са такмичења за Песму Евровизије 1997. године, а Русија је била приморана да се повуче након што није одржала ТВ националном финалу за избор своје пријаве за Евровизију 1997. године. Италија се вратила на такмичење први пут од 1991. године. Италија је крунисана победницима такмичења са песмом "Storie" Анне Ока. Ово је била прва победа Италије у такмичењу Друга шанса, и прва победа не-скандинавске земље. Друго место припало је Дарену Холдену из Ирске, док је треће место припало женској групи All About Angels из Немачке. Током гласања, седамнаест такмичарских радова придружило се пет гостујућих жирија из Аустрије, Француске, Израела, Швајцарске и Луксембурга.
ОГАЕ такмичење за другу шансу 1998. године је било дванаесто ОГАЕ такмичење за другу шансу. Осамнаест земаља је учествовало на такмичењу које је организовао ОГАЕ Немачка у Хамбургу, Немачка. Четири земље које су учествовале у издању 1997. године одустале су од такмичења: Босна и Херцеговина и Данска су се повукле након што су испале са такмичења за Песму Евровизије 1998, а Кипар и Мађарска су били приморани да се повуку након што нису одржали телевизијско национално финале како би изабрали своју пријаву за Евровизију. 1998. Холандија је била победник такмичења са песмом "Alsof je bij me bent" Nurlaila. Ово је била њихова прва победа у Другој шанси, а друга победа за нескандинавску земљу. Друго мјесто припало је Nanne Grönvall из Шведске, док је треће мјесто припало Elisabeth Andreassen из Норвешке. Током гласања, осамнаест такмичарских радова придружило се седам гостујућих жирија из Данске, Аустрије, Кипра, Француске, Шпаније, Луксембурга и Израела.
ОГАЕ друга шанса такмичење 1999. године је било тринаесто издање ОГАЕ такмичења за другу шансу. Седамнаест земаља је првобитно требало да учествује у такмичењу. Међутим, Малта је дисквалификована пошто њихови гласови нису стигли на време. Босна и Херцеговина, Кипар и Данска су се вратиле након што су пропустиле прошлогодишње такмичење, а Француска је дебитовала у Другој шанси. Естонија, Финска, Грчка, Македонија и Швајцарска су се повукле из такмичења. Победник је био Ферјал Басел из Турске са песмом „Unuttuğumu Sandığım Anda“. Ово је била трећа година заредом да је нека нескандинавска земља победила на такмичењу. Друго место припало је Петри из Белгије, а треће Корини Меј из Немачке, оригиналној немачкој пријави за Песму Евровизије 1999. Шеснаест земаља које се такмиче придружиле су се у гласању гостујући жирији из Шпаније, Аустрије, Израела, Финске и Швајцарске.

### Такмичење током 2000-их година (21. век)
ОГАЕ друга шанса такмичење 2000. године је било четрнаесто ОГАЕ такмичење друге шансе, које је организовала ОГАЕ Турска након њихове победе 1999. године. Двадесет и једна земља учествовала је на такмичењу 2000. године које се одржало у Истанбулу. Летонија која је дебитовала на Песми Евровизије 2000. године је дебитовала у такмичењу, а седам земаља се вратило на такмичење: Естонија, Финска, Македонија и Швајцарска после годину дана одсуства, а Румунија се вратила после последњег преузимања део 1996. године, Исланд први пут од 1994. године и Шпанија први пут од 1991. године. Босна и Херцеговина, Португал и Словенија су испале са Евровизије 2000. године, због чега нису могле да се такмиче на такмичењу за другу шансу. Италија се такође повукла након што су три пријаве послате од 1997. до 1999. године. Двадесет и једној конкурентској земљи придружило се гласању шест гостујућих жирија из Аустрије, Израела, Луксембурга, Португала, Италије и Грчке. На крају гласања за победницу је проглашена Финкиња Ана Ериксон са песмом „Oot voimani mun“, што је прва (и за сада једина) победа Финске на такмичењу. Велика Британија је била друга са Цатхерине Портер и "Црази", док је Шпанија била трећа са "Sueño su boca" Раула.
ОГАЕ друга шанса такмичење 2001. године је било петнаесто издање ОГАЕ такмичења за другу шансу. Организовао га је ОГАЕ Финланд након њихове победе претходне године. Двадесет земаља је учествовало на такмичењу одржаном у Хелсинкију у Финској. Литванија је ове године дебитовала на такмичењу ОГАЕ друга шанса такмичење, а пет земаља – Босна и Херцеговина, Грчка, Израел, Португал и Словенија – вратило се у такмичење након што су се вратиле из испадања са такмичења за Песму Евровизије и одржале национално финале са више певача. Међутим, седам земаља је одустало од такмичења – Белгија, Кипар, Финска, Македонија, Румунија и Швајцарска су испале са такмичења за Песму Евровизије 2001. године, док је Француска одржала интерну селекцију за такмичење, што их чини неквалификованим за Другу шансу. Због тога земља домаћин није могла да пошаље пријаву за такмичење. Двадесет такмичарских пријава придружило се и дванаест гостујућих жирија у гласању за победника, који долазе из земаља повлачења Македоније, Финске, Француске, Кипра, Белгије и Румуније и међународни жирији из Пољске, Новог Зеланда, Аустрије, Русије, Италије и Канаде. На крају гласања победник је било Шведски бенд Барбадос са "Allt som jag ser", победивши Шпанију, Сониа & Селена на другом месту, а Nanne из Уједињеног краљевства на трећем месту. Ово је био први мушки победник у историји ОГАЕ Сецонд Цханце, а осма победа за Шведску.
ОГАЕ друга шанса такмичење 2002. године је било шеснаесто издање такмичења, а организовала га је ОГАЕ Шведска након њихове победе 2001. године. Осамнаест песама се такмичило на такмичењу које је одржано у Стокхолму у Шведској Пет земаља се вратило на такмичење након што су пропустили претходну годину – Аустрија, Белгија, Финска, Македонија и Румунија су се вратиле као конкурентске земље. Међутим, пет других земаља није могло да се такмичи након што су испале из такмичења на Песми Евровизије 2002 – Исланд, Ирска, Холандија, Норвешка и Португал нису биле у могућности да се такмиче. Још двије земље, Босна и Херцеговина и Литванија, дисквалификоване су током гласања када њихови резултати нису примљени у року. Осамнаест такмичарских радова придружило се седам гостујућих жирија у гласању за победника, који долазе из Француске, Луксембурга, Ирске, Португалије, Холандије, Норвешке и Турске. На крају гласања победник је био Шпанац Давид Бисбал са "Corazon latino", победивши победника из Шведске са ОГАЕ друга шанса такмичење 2001. године, Барбадоса на другом месту и Израелца Sarit Hadad на трећем.
ОГАЕ друга шанса такмичење 2003. године било је седамнаесто издање ОГАЕ такмичења за другу шансу, а организовала га је ОГАЕ Шпанија након њихове победе претходне године. На такмичењу које је одржано у Лас Палмасу на Гран Канарији учествовало је двадесет земаља. Конкурсним пријавама придружило се пет гостујућих жирија у гласању за победника, који долазе из Белгије, Италије, Француске, Финске и Турске. Након што је испао са такмичења за Песму Евровизије 2003; Данска, Финска и Македонија нису могле да се такмиче на такмичењу. Белгија и Турска су такође биле принуђене да се повуку због тога што нису одржале национално финале за Песму Евровизије 2003. Исланд, Ирска, Холандија, Норвешка и Португал вратиле су се на такмичење након прошлогодишњег испадања. Придружила им се и Пољска, која је дебитовала на такмичењу Друга шанса. Малта је требало да учествује у такмичењу, а представљале би је Шарлин и Наташа са "Rain of Fire", међутим земља је дисквалификована због проблема у комуникацији са гласањем. На крају гласања, две земље су се изједначиле за прво место – Швеђанка Алказар са "Not a Sinner Nor a Saint", а Словенка Нуша Деренда са "Prvič in zadnič", обе су добиле по 215 поена. У овом случају коришћена су тадашња правила за тај-брејк, при чему је земља која је добила највише 12 поена победила на такмичењу. У овом случају Шведска је добила 13 сетова по 12 поена, у поређењу са 6 сетова Словеније, тако да је победа припала Алказару. Да су коришћена тренутна правила за тај-брејк, да земља добија бодове из највећег броја земаља које су победиле, Шведска би ипак победила, јер су обе земље добиле бодове из 23 земље. Прве нулте бодове добијене на такмичењу Друга шанса су добијене током овог такмичења, а Ботнлеђа из Исланда и Лиор Наркис из Израела нису добили ниједан поен од 23 жирија.
Такмичење ОГАЕ Друга шанса 2004. године је било осамнаесто издање такмичења Друге шансе, које је поново организовао ОГАЕ Шведска након њихове победе 2003. године. Двадесет и једна песма се такмичила на такмичењу одржаном у Вексјоу у Шведској. У гласању за победника учествовали су сви огранци ОГАЕ који се такмиче, заједно са три гостујућа жирија који нису могли да се такмиче на такмичењу из Француске, Ирске и Италије. Србија и Црна Гора су дебитовале, што су урадиле и на Песми Евровизије 2004. године. Данска, Финска и Македонија су се вратиле на такмичење након што су испале са Евросонга 2003.године. Белгија и Турска су се вратиле након одржавања интерних селекција претходне године, док су Малта се вратила након што је била дисквалификована претходне године. Један број земаља је такође одустао од такмичења; Естонија и Израел су били постављени да се такмиче на такмичењу, али су се повукли у касној фази након што су одабрали своје пријаве (наиме „Homme“ Maarja-Liis Ilus и „Freedom“ David D'Or). Исланд се повукао јер није одржано национално финале, док је Румунија одустала по избору. Ирска се повукла, али се такмичила као гостујући жири. Шпанија је победила на такмичењу, док су Шведска и Немачка завршиле на другом и трећем месту.
Такмичење ОГАЕ Друга шанса 2005. године је било деветнаесто такмичење одржано у Билбау, у Шпанији, након што је Давиниа победила на такмичењу 2004. са „Mi obsesión“. Двадесет четири земље су се такмичиле у такмичењу за титулу најбоље песме која није стигла на Евровизију преко националног избора, међутим Естонија је касније дисквалификована јер није могла да се дође да да своје гласове за такмичење. Два гостујућа жирија такође су гласала из Италије и Португала, дајући укупан број од двадесет пет жирија. Белгија, Француска, Ирска и Русија су се вратиле на такмичење након што су одржале национална финала како би одабрали своје пријаве. Пољска и Португал су биле принуђене да се повуку након што су у њиховим земљама одржане интерне селекције. Такмичење је победио Швеђанин Алказар са "Alcastar", који је освојио 201 бод, 24 више од другошампиона Србије и Црне Горе. Ирска је била последња, добивши нулте поене од свих жирија.
Такмичење ОГАЕ Друга шанса 2006. године је било двадесето издање ОГАЕ Друга шанса и одржано је у Стокхолму, у Шведској, након што је Алказар победио на такмичењу 2005. године са „Alcastar“. Деветнаест земаља такмичило се у избору за најбољу песму која није стигла на Евровизију преко националне селекције. У гласању се такмичило и шест гостујућих жирија из Италије, Андоре, Француске, Босне и Херцеговине, Шпаније и из остатка свијета. Украјина је први пут учествовала на такмичењу, док су се Пољска и Португал вратиле након њиховог одсуства претходне године, сви су одржали национална финала да би одабрали своје пријаве за Песму Евровизије 2006. године. Међутим, велики број земаља није успео да одржи национална финала или се једноставно повукао са такмичења. Аустрија се повукла са такмичења за Песму Евровизије 2006. године и стога није могла да учествује у Другој шанси. Босна и Херцеговина, Француска, Шпанија и Турска нису успеле да одрже националне селекције са више песама за Евровизију, док су се Естонија и Летонија повукле из Друге шансе због избора. Победио је Словенац Саша Лендеро са "Mandoline" са 220 бодова, 45 бодова више од другопласиране Норвешке. Пољска је добила нулте поене од свих жирија, пласиравши се на последње место.
Такмичење ОГАЕ Друга шанса 2007. године је било двадесет и прво такмичење које је одржано у Љубљани, Словенија, након њихове победе на такмичењу 2006. године. Двадесет земаља такмичило се у избору за најбољу песму која није стигла на сцену Евровизије преко националног избора. Међутим, 22 се пријавило за такмичење. Молдавија је била принуђена да повуче своју пријаву, "Your Place or Mine" Olia Tira, након што није било могућег националног финалног наступа. Финска је дисквалификована након што је огранак у земљи избачен из ОГАЕ мреже 17. септембра 2007. године и као такав њихов улазак, „Olet uneni kaunein“ Johanna Kurkela, није учествовао у такмичењу. У гласању се такмичило и седам гостујућих жирија, и то Италија, Андора, остатак света, Аустрија, Белгија, Либан и Молдавија (након њиховог повлачења). Естонија, Француска и Шпанија вратиле су се на такмичење након што су пропустиле прошлогодишње такмичење. Белгија се повукла пошто није одржано национално финале у земљи, док су Србија и Црна Гора биле принуђене да се повуку након што је земља распуштена 2006. године. Њен наследник, Србија, је, међутим, дебитовала на такмичењу ове године. Такмичење је победио Швеђанин Måns Zelmerlöw са „Cara Mia“, који је добио 252 бода од 27 жирија, 72 поена више од другопласираног Уједињеног Краљевства.
ОГАЕ друга шанса 2008. године је било двадесет друго такмичење ОГАЕ друга шанса, организовано између чланова међународног клуба фанова ОГАЕ такмичења за Песму Евровизије како би одабрали најбољу песму која не би успела да уђе на Песму Евровизије кроз њихово национално финале. Двадесет и једна песма се такмичила за титулу на 21. издању такмичења, одржаном у Стокхолму у Шведској, након победе ОГАЕ Шведске претходне године са Måns Zelmerlöw и "Cara Mia". Сва двадесет и једна земља која се такмичи гласала је за победника, а придружило им се и осам гостујућих жирија из земаља које нису квалификоване за учешће на такмичењу – ови гостујући жирији су били из огранака ОГСЕ у Андори, Аустрији, Француској, Италији, Либану, Луксембургу, Холандији и Казахстан (који представља остатак света). Белгија, Финска, Литванија и Русија су се вратиле на такмичење, а сви су одржали национална финала у својим земљама. Холандија се повукла након интерне селекције у земљи, док се Украјина повукла по избору. Победила је Швеђанка Sanna Nielsen са песмом "Empty Room", која је освојила 268 бодова, 90 бодова више од другопласиране Шпаније. Нилсен је потом представљала Шведску на Песми Евровизије 2014, са песмом „Undo“. Ово је била 12. победа Шведске на такмичењу, и даље најуспешнија земља на такмичењу. Естонија је била последња, добивши нулте поене од свих жирија.
ОГАЕ друга шанса 2009. године такмичење је било двадесет треће ОГАЕ такмичење за другу шансу и организовано је између чланова међународног клуба навијача ОГАЕ такмичења за Песму Евровизије како би одабрали најбољу песму која не би стигла на Песму Евровизије кроз њихово национално финале. Такмичење је одржано у Стокхолму, у Шведској, након што је Санна Ниелсен победила за Шведску претходне године. На такмичењу је учествовало 20 земаља, са песмама које нису успеле да победе у њиховим телевизијским националним селекцијама. Малта је првобитно требало да се такмичи са „Авалоном“ Џорџине и Рут Казингене, међутим ОГАЕ Малта је од тада одлучила да се повуче. Андора и Молдавија су први пут учествовале на такмичењу, док се Холандија вратила након одсуства са такмичења 2008. године. Словачка се вратила после 14-годишњег одсуства, последњи пут је учествовала на такмичењу 1993. године. Словачка песма је такође представљала ОГАЕ остатак света, представљајући земље без националног огранка ОГАЕ. Уједињено Краљевство, Белгија и Немачка су напустиле такмичење јер нису одржале национално финале са више песама за 2009. годину, али су гласале као гостујући жири, заједно са Аустријом, Француском, Италијом и Турском. Русија је такође била одсутна са такмичења. Луксембург се повукао из гостујућег жирија 2. септембра 2009. Извлачење редоследа је обављено 19. јуна 2009. у Гавлеу, где је одлучено да новопридошлица Андора започне шоу, а Португал да је затвори. Такмичење је победила Данкиња Хера Бјорк са "Сомедаи", која је освојила 257 бодова, 28 бодова више од другопласиране Шведске. Ово је била друга победа Данске на такмичењу. Словачка је била последња са 4 бода. Потпуни резултати такмичења Друга шанса представљени су 22. децембра 2009. године у ПДФ фајлу који је послат такмичарским ОГАЕ клубовима. Емисија о гласању на ДВД-у биће објављена почетком 2010. године.

### Такмичење током 2010-их година (21. век)
Такмичење ОГАЕ Друге шансе 2010. године је било двадесет четврто такмичење које је одржано у Копенхагену, у Данској, након што је Хера Бјорк победила претходне године. На такмичењу су учествовале двадесет три земље; Јерменија, Азербејџан и Бугарска (као пријава за ОГАЕ остатак света) су учествовале по први пут, са Немачком, Малтом и Русијом, које су се вратиле након што су пропустиле прошлогодишње такмичење, и Кипар, први пут од 2000. године, такмичивши се као добро. Међутим, Андора, Естонија, Молдавија, Холандија и Словачка су се повукле из такмичења. Резултате такмичења ОГАЕ Друга шанса из 2010. године објавио је ОГАЕ Данска 31. октобра 2010. у 15:00 по средњеевропском времену путем интернет стрима уживо. Швеђанин Timoteij је био победник такмичења са "Kom", чиме је Швеђанка остварила 13. победу на такмичењу. Друго место припало је Данцу Брајану Рајсу, а треће Португалки Катарини Переири. Азербејџан је био последњи са 0 бодова.
Такмичење ОГАЕ Друга шанса 2011. године је било двадесет и пето такмичење које је одржано у Гетеборгу, у Шведској, након њиховог 2010. године. Двадесет и једна земља се такмичила на такмичењу, а пет земаља се вратило на такмичење: Аустрија, Белгија, Исланд (као пријава за ОГАЕ остатак света), Италија и Холандија, све су послале пријаве први пут од 2005. 2008, 2001, 1999 и 2009. година. Међутим, Јерменија, Азербејџан, Бугарска, Кипар, Русија и Србија су се повукле. Андора, Француска и Велика Британија су учествовале као гостујући жирији током гласања. Дана 10. октобра 2011. ОГАЕ Шведска је објавила резултате такмичења за другу шансу за 2011. година: Yohanna са Исланда, која представља ОГАЕ остатак света са „Nótt“-ом, проглашена је за победника – њихова прва победа на такмичењу. Друга је Швеђанка Jenny Silver, док је Modà и Emma били трећи за Италију. Македонија је била последња са 0 бодова.
Такмичење ОГАЕ друга шанса 2012. године је било двадесет шесто одржано у Јоханесбургу, у Јужној Африци, након што је Yohanna победила за Исланд, коју је представљао ОГАЕ остатак света са „Nótt“, 2011. године. На такмичењу се такмичило деветнаест земаља. Такође је означио повратак четири земље на такмичење: Кипра, Естоније, Летоније (као пријава за ОГАЕ остатак света) и Русије. Међутим, Хрватска, Италија, Израел, Малта, Македонија и Пољска нису учествовале у такмичењу за другу шансу. Италија, Израел и Пољска, заједно са Андором, Француском, Луксембургом и Уједињеним Краљевством били су распоређени да буду гостујући жирији током гласања. Гласање је трајало пет дана од 16. октобра 2013. Шпанац Pastora Soler је проглашен за победника са песмом „Tu vida es tu vida“, победивши Швеђанина Danny Saucedo на 2. место за један бод. Норвежанка Reidun Sæther заузела је 3. место. Ово је први пут да је победник такође такмичар у одговарајућем ЕСЦ издању.
Такмичење ОГАЕ Друга шанса 2013. године је било двадесет и седмо одржано 5. октобра 2013. године у Барселони, у Шпанији, након што је Пастора Солер победио претходне године. На такмичењу се такмичило 15 земаља. Израел, Италија, Србија и Мађарска (као део ОГАЕ остатка света) су се вратиле у такмичење, док су Кипар, Данска, Естонија, Летонија, Холандија, Португалија, Русија и Словенија одустале. Норвешка је победила на такмичењу са песмом "Bombo", коју је извела Adelén, постигавши 151 поен након свих датих гласова. Италија је завршила на другом месту, док је Мађарска (као део ОГАЕ остатка света) завршила на трећем месту.
Такмичење ОГАЕ друга шанса 2014. године је било двадесет осмо издање такмичења за другу шансу, одржано у Ослу, Норвешка, 19. октобра 2014. године након њихове победе на такмичењу 2013. године. Двадесет земаља је учествовало у такмичењу, а Албанија и Белорусија су дебитовале у Другој шанси. Вратиле су се Данска, Француска, Малта, Португал, Румунија и Словенија. Аустрија и Италија које су учествовале на такмичењу 2013. године нису могле да учествују 2014. године јер су интерно одабрале своје пријаве за Евровизију. Србија је такође изостала са такмичења због одустајања од Песме Евровизије 2014. године. Такмичење је победила Хелена Папаризу, која је представљала Шведску са песмом "Survivor", победивши Шпанију на другом месту, а Португалију на трећем. Папаризу је претходно представљао Грчку на Песми Евровизије 2005. године са песмом „My Number One“ која је победила на такмичењу.
Такмичење ОГАЕ Друга шанса 2015. године је било је двадесет девето издање такмичења и одржано је у Стокхолму, у Шведској, након њихове победе 2014. године. Осамнаест земаља се такмичило, а конкурентске пријаве су објављене 9. јула 2015. године. На такмичење су се вратиле Аустрија, Италија, Летонија, Молдавија и Србија. Међутим, Белгија, Француска, Исланд, Израел, Румунија и Шпанија, које су учествовале на такмичењу 2014. године, су се повукле. Такмичење је победио Нек, који је представљао Италију са песмом „Fatti avanti amore“, пласиравши се одмах изнад Шведске и Данске.
Такмичење ОГАЕ Друга шанса 2016. године је било тридесето издање такмичења и одржано је у Сијени, Италија, након њихове победе 2015. године. Двадесет и три земље су се такмичиле, а конкурентске пријаве су објављене 5. јула 2016. године. Белгија, Мађарска (као део ОГАЕ остатка света), Израел, Пољска, Шпанија, Украјина и Уједињено Краљевство су се вратиле на такмичење. Међутим, Грчка, Ирска, Молдавија, Португал и Србија, које су учествовале на такмичењу 2015. године, одустале су. Иако је Румунија дисквалификована на Песми Евровизије 2016. године, и даље је могла да учествује на такмичењу, а такође и да се врати пошто се повукла 2015. године. Такмичење је победила Margaret, која је представљала Пољску са песмом „Cool Me Down“, победивши Шведску на другом месту. место, а Израел на треће.
Такмичење ОГАЕ Друга шанса 2017. године је било тридесет прво издање такмичења и одржано је у Варшави, у Пољској, након њихове победе 2016. године. Такмичиле су се 22 земље, а конкурентски радови су објављени 31. маја 2017. године. Грузија (као део ОГАЕ остатка света), Грчка, Исланд и Португал су се вратиле у такмичење. Међутим, Аустрија, Белгија, Израел, Румунија и Швајцарска, које су учествовале на такмичењу 2016. године, одустале су. На такмичењу је победила Mariette, која је представљала Шведску са песмом „A Million Years“, победивши Италију на другом месту, а Украјину на трећем.
Такмичење ОГАЕ Друга шанса 2018. године је било тридесет друго издање такмичења и одржано је у Ескилстуни, у Шведској, након њихове победе 2017. године. Двадесет седам земаља је учествовало у такмичењу, а Чешка Република и Сан Марино (као део ОГАЕ остатка света) су дебитовали за другу шансу. У такмичење су се вратиле Јерменија, Француска, Румунија, Србија и Швајцарска. Међутим, Грузија и Грчка, које су учествовале на такмичењу 2017. године, су се повукле. Такмичење је победила Annalisa, која је представљала Италију са песмом "Il mondo prima di te", победивши Француску на другом месту и Финску на трећем. Ово је била друга победа Италије у 4 године.
Такмичење ОГАЕ Друга шанса 2019. године је било тридесет треће издање такмичења и одржано је у Удинама, Италија, након њихове победе 2018. године. Двадесет четири земље су учествовале у такмичењу, а Аустралија је дебитовала за другу шансу. Хрватска и Молдавија (као део ОГАЕ Остатак света) су се вратиле у такмичење. Међутим, Белорусија, Малта, Пољска, Сан Марино и Швајцарска које су учествовале на такмичењу 2018. године су се повукле. Иако се Украјина повукла на Песми Евровизије 2019. године, ипак би могла да учествује на такмичењу. Такмичење је победио Симоне, који је представљао Француску, са песмом "Tous les deux", победивши Италију на другом месту и Шведску на трећем. Ово је била прва победа Француске.

### Такмичење током 2020-их година (21. век)
Такмичење ОГАЕ Друга шанса 2020. године је било тридесет четврто издање такмичења и одржано је у градовима Паризу, Лилу и Лиможу у Француској након њихове победе 2019. године. Упркос отказивању Песме Евровизије 2020. због пандемије короне, ОГАЕ је наставио са организовањем издања такмичења Друга шанса 2020. године. Двадесет две земље су учествовале у такмичењу, а конкурентске пријаве су објављене 28. јуна 2020. године. Јерменија, Израел, Пољска и Сан Марино (као део ОГАЕ остатка света) су се вратили у такмичење. Међутим, Француска (земља домаћин), Немачка, Мађарска, Молдавија, Шпанија и Уједињено Краљевство, које су све учествовале на такмичењу 2019. године, су се повукле. Ово је други пут у историји такмичења, након издања из 2001. године, да земља домаћин није у могућности да пошаље пријаву за такмичење, пошто је изабрани члан нације за Евровизију изабран интерном селекцијом. Шведска је освојила укупно 17. победу са "Kingdom Come" Ане Бергендал, победивши Финску и Италију на другом и трећем месту.
Такмичење ОГАЕ Друга шанса 2021. године је било тридесет пето издање такмичења и одржано је у Стокхолму, у Шведској, након њихове победе 2020. године. У такмичењу је учествовало четрнаест земаља, а конкурентске пријаве су објављене 21. маја 2021. године Француска, Русија и Шпанија су се вратиле у такмичење. Међутим, Јерменија, Аустралија, Чешка Република, Исланд, Летонија, Пољска, Румунија, Сан Марино, Србија, Словенија и Украјина, које су све учествовале на такмичењу 2020. године, су се повукле. Норвешка је однела четврту победу са "Монументом" од Кеиина, поставивши нови бодовни рекорд. Шведска и Италија су заокружиле прва три.
Такмичење ОГАЕ Друга шанса 2022. године је било тридесет шесто издање такмичења и одржано је у Ослу, Норвешка, након њихове победе 2021. године. Двадесет седам земаља је учествовало у такмичењу, а конкурентски радови су објављени 24. маја 2022. године. Аустралија, Чешка, Немачка, Исланд, Ирска, Летонија, Малта, Северна Македонија, Пољска, Румунија, Сан Марино, Србија, Словенија и Украјина су се вратиле у такмичење, док је Русија, која је учествовала на такмичењу 2021. године, одустала. Шведска је однела своју 18. победу укупно са „In I Dimman“ од Медине, а Финска и Шпанија су заокружиле прва три.
Такмичење ОГАЕ Друга шанса 2023. године је било тридесет седмо издање такмичења и одржано је у Ескилстуни у Шведској, након њихове победе 2022. године. Двадесет и три земље су учествовале у такмичењу, а конкурентске пријаве су објављене 11. јуна 2023. Шведска је однела своју 19. победу укупно са "Air" Marcus & Martinus, док су Норвешка и Финска заокружиле прва три.

## Победници
Победници по такмичењу

### Ретро такмичење друга шанса
| Година | Град домаћин                | Учесници | Победник             | Извођач                           | Песма                                | Бодови | Друго место          | Треће место          |
| ------ | --------------------------- | -------- | -------------------- | --------------------------------- | ------------------------------------ | ------ | -------------------- | -------------------- |
| 1968.  | N/A                         | 8        | Уједињено Краљевство | Клиф Ричард                       | "Wonderful World"                    | 263    | Ирска                | Шведска              |
| 1969.  | N/A                         | 10       | Шпанија              | Salomé                            | "Amigos, amigos"                     | 231    | Уједињено Краљевство | Шведска              |
| 1970.  | N/A                         | 7        | Ирска                | Maxi, Dick and Twink              | "Things You Hear About Me"           | 245    | Уједињено Краљевство | Шпанија              |
| 1971.  | N/A                         | 11       | Италија              | Ricchi e Poveri                   | "Che sarà"                           | 296    | Уједињено Краљевство | Немачка              |
| 1972.  | N/A                         | 11       | Италија              | Marcella Bella                    | "Montagne verdi"                     | 308    | Немачка              | Финска               |
| 1973.  | Brighton                    | 12       | Шведска              | Björn, Benny, Agnetha & Anni-Frid | "Ring Ring (Bara du slog en signal)" | 282    | Шпанија              | Уједињено Краљевство |
| 1974.  | Brighton                    | 11       | Уједињено Краљевство | Olivia Newton-John                | "Have Love, Will Travel"             | 277    | Француска            | Луксембург           |
| 1975   | Brighton                    | 11       | Немачка              | Marianne Rosenberg                | "Er gehört zu mir"                   | 264    | Шведска              | Португалија          |
| 1976.  | Brighton                    | 14       | Луксембург           | Marianne Rosenberg                | "Tout peut arriver au cinéma"        | 212    | Уједињено Краљевство | Француска            |
| 1977.  | Brighton                    | 10       | Француска            | Patricia Lavila                   | "Vis ta vie"                         | 275    | Уједињено Краљевство | Белгија              |
| 1978.  | Brighton                    | 14       | Уједињено Краљевство | Ronnie France                     | "Lonely Nights"                      | 226    | Израел               | Данска               |
| 1979.  | Brighton                    | 13       | Немачка              | Paola                             | "Vogel der Nacht"                    | 188    | Грчка                | Израел               |
| 1980   | Brighton                    | 12       | Уједињено Краљевство | Maggie Moone                      | "Happy Everything"                   | 289    | Немачка              | Француска            |
| 1981   | Brighton                    | 16       | Уједињено Краљевство | Liquid Gold                       | "Don't Panic"                        | 248    | Шведска              | Холандија            |
| 1982   | Brighton                    | 15       | Холандија            | The Millionaires                  | "Fantasie eiland"                    | 204    | Уједињено Краљевство | Немачка              |
| 1983   | Brighton                    | 15       | Немачка              | Ingrid Peters and July Paul       | "Viva La Mamma"                      | 204    | Данска               | Израел               |
| 1984   | Brighton                    | 15       | Белгија              | Formule II                        | "Merci à la vie"                     | 160    | Шведска              | Данска               |
| 1985.  | Brighton                    | 12       | Данска               | Trax                              | "Ved du hva' du sku'"                | 170    | Уједињено Краљевство | Израел               |
| 1986.  | Уједињено Краљевство Лондон | 13       | Холандија            | DeeDee                            | "Fata Morgana"                       | 123    | Исланд               | Данска               |

Победници такмичења друга шанса
| Година | Град домаћин                        | Број учесника | Земља победника | Извођач            | Песма                         | Поени | Друго место          | Треће место          |
| ------ | ----------------------------------- | ------------- | --------------- | ------------------ | ----------------------------- | ----- | -------------------- | -------------------- |
| 1987.  | Холандија Хуизен                    | 8             | Шведска         | Arja Saijonmaa     | "Högt över havet"             | 24    | Холандија Норвешка   | нема трећег места    |
| 1988.  | Шведска Естерсунд                   | 10            | Шведска         | Lena Philipsson    | "Om igen"                     | 63    | Финска               | Холандија            |
| 1989.  | Шведска Естерсунд                   | 9             | Данска          | Lecia Jønsson      | "Landet Camelot"              | 72    | Шведска              | Немачка              |
| 1990.  | Шведска Естерсунд                   | 13            | Шведска         | Carola Häggkvist   | "Mitt i ett äventyr"          | 119   | Италија              | Немачка              |
| 1991.  | Шведска Естерсунд                   | 10            | Шведска         | Pernilla Wahlgren  | "Tvillingsjäl"                | 106   | Грчка                | Израел               |
| 1992.  | Немачка Монтбаур                    | 11            | Норвешка        | Wenche Myhre       | "Du skal få din dag i morgen" | 78    | Израел               | Ирска                |
| 1993.  | Норвешка Осло                       | 22            | Норвешка        | Merethe Trøan      | "Din egen stjerne"            | 188   | Холандија            | Уједињено Краљевство |
| 1994.  | Норвешка Осло                       | 16            | Шведска         | Gladys Del Pilar   | "Det vackraste jag vet"       | 176   | Уједињено Краљевство | Норвешка             |
| 1995.  | Шведска Örebro                      | 9             | Шведска         | Cecilia Vennersten | "Det vackraste"               | 129   | Уједињено Краљевство | Ирска                |
| 1996.  | Шведска Фарста                      | 22            | Шведска         | Lotta Engberg      | "Juliette & Jonathan"         | 152   | Хрватска             | Немачка              |
| 1997.  | Немачка Хановер                     | 17            | Италија         | Anna Oxa           | "Storie"                      | 165   | Ирска                | Немачка              |
| 1998.  | Немачка Хамбург                     | 18            | Холандија       | Nurlaila           | "Alsof je bij me bent"        | 165   | Шведска              | Норвешка             |
| 1999.  | Холандија Емен                      | 18            | Турска          | Feryal Başel       | "Unuttuğumu Sandığım Anda"    | 164   | Белгија              | Немачка              |
| 2000.  | Турска Истанбул                     | 21            | Финска          | Anna Eriksson      | "Oot voimani mun"             | 177   | Уједињено Краљевство | Шпанија              |
| 2001.  | Финска Хелсинки                     | 20            | Шведска         | Barbados (band)    | "Allt som jag ser"            | 252   | Шпанија              | Уједињено Краљевство |
| 2002.  | Шведска Штокхолм                    | 18            | Шпанија         | David Bisbal       | "Corazón latino"              | 203   | Шведска              | Израел               |
| 2003.  | Шпанија Лас Палмас де Гран Канарија | 19            | Шведска         | Alcazar (band)     | "Not a Sinner Nor a Saint"    | 215   | Словенија            | Аустрија             |
| 2004.  | Шведска Växjö                       | 21            | Шпанија         | Davinia            | "Mi obsesión"                 | 192   | Шведска              | Њемачка              |
| 2005   | Spain Bilbao                        | 23            | Шведска         | Alcazar            | "Alcastar"                    | 201   | Србија и Црна Гора   | Словенија            |
| 2006.  | Шведска Стокхолм                    | 19            | Словенија       | Саша Лендеро       | "Mandoline"                   | 201   | Норвешка             | Шведска              |
| 2007.  | Словенија Љубљана                   | 20            | Шведска         | Måns Zelmerlöw     | "Cara Mia"                    | 252   | Уједињено Краљевство | Шпанија              |
| 2008   | Шведска Стокхолм                    | 21            | Шведска         | Sanna Nielsen      | "Empty Room"                  | 268   | Шпанија              | Пољска               |
| 2009.  | Шведска Стокхолм                    | 20            | Данска          | Hera Björk         | "Someday"                     | 257   | Шведска              | Шпанија              |
| 2010.  | Данска Копенхаген                   | 22            | Шведска         | Timoteij           | "Kom"                         | 267   | Данска               | Португалија          |
| 2011.  | Sweden Гетеборг                     | 21            | Исланд          | Yohanna            | "Nótt"                        | 224   | Шведска              | Италија              |
| 2012.  | Јужна Африка Јоханесбург            | 19            | Шпанија         | Pastora Soler      | "Tu vida es tu vida"          | 201   | Шведска              | Норвешка             |
| 2013.  | Шпанија Барселона                   | 15            | Норвешка        | Adelén             | "Bombo"                       | 151   | Италија              | Мађарска             |
| 2014.  | Норвешка Осло                       | 20            | Шведска         | Хелена Папаризоу   | "Survivor"                    | 259   | Шпанија              | Португалија          |
| 2015.  | Шведска Стокхолм                    | 18            | Италија         | Nek                | "Fatti avanti amore"          | 305   | Шведска              | Данска               |
| 2016.  | Италија Сиена                       | 23            | Пољска          | Margaret           | "Cool Me Down"                | 277   | Шведска              | Израел               |
| 2017.  | Пољска Варшава                      | 22            | Шведска         | Mariette           | "A Million Years"             | 329   | Италија              | Украјина             |
| 2018.  | Шведска Eskilstuna                  | 27            | Италија         | Annalisa           | "Il mondo prima di te"        | 350   | Француска            | Финска               |
| 2019.  | Италија Удине                       | 24            | Француска       | Seemone            | "Tous les deux"               | 294   | Италија              | Шведска              |
| 2020.  | Париз/Лил/Лијеж                     | 22            | Шведска         | Anna Bergendahl    | "Kingdom Come"                | 344   | Финска               | Италија              |
| 2021.  | Шведска Стокхолм                    | 14            | Норвешка        | Keiino             | "Monument"                    | 441   | Шведска              | Италија              |
| 2022.  | Норвешка Oslo                       | 27            | Шведска         | Medina             | "In i dimman"                 | 316   | Финска               | Шпанија              |
| 2023.  | Шведска Eskilstuna                  | 23            | Шведска         | Marcus & Martinus  | "Air"                         | 322   | Норвешка             | Финска               |
| 2024.  | Шведска Örnsköldsvik                |               |                 |                    |                               |       |                      |                      |

### Земље победнице
| Победе | Земља                | Године |
| ------ | -------------------- | --- |
| 19     | Шведска              | 1973, 1987, 1988, 1990, 1991, 1994, 1995, 1996, 2001, 2003, 2005, 2007, 2008, 2010, 2014, 2017, 2020, 2022, 2023 |
| 5      | Италија              | 1971, 1972, 1997, 2015, 2018                                                                                     |
| 5      | Уједињено Краљевство | 1968, 1974, 1978, 1980, 1981,                                                                                    |
| 4      | Шпанија              | 1969, 2002, 2004, 2012                                                                                           |
| 4      | Норвешка             | 1992, 1993, 2013, 2021                                                                                           |
| 3      | Холандија            | 1982, 1986, 1998                                                                                                 |
| 3      | Данска               | 1985, 1989, 2009                                                                                                 |
| 3      | Њемачка              | 1975, 1979, 1983                                                                                                 |
| 2      | Француска            | 1977, 2019 |
| 1      | Ирска                | 1970 |
| 1      | Луксембург           | 1976 |
| 1      | Белгија              | 1984 |
| 1      | Турска               | 1999 |
| 1      | Финска               | 2000 |
| 1      | Словенија            | 2006 |
| 1      | Исланд               | 2011 |
| 1      | Пољска               | 2016 |

### Победници по језику
| Победе | Језик              | Године                                                                                               | Земље                                                          |
| ------ | ------------------ | --- | -------------------------------------------------------------- |
| 17     | Eнглески           | 1968, 1970, 1978, 1980, 1981, 2003, 2005, 2007, 2008, 2009, 2013, 2014, 2016, 2017, 2020, 2021, 2023 | Ирска, Уједињено Краљевство, Шведска, Данска, Норвешка, Пољска |
| 11     | Шведски            | 1973, 1987, 1988, 1990, 1991, 1994, 1995, 1996, 2001, 2010, 2022                                     | Шведска                                                        |
| 5      | Италијански        | 1971, 1972, 1997, 2015, 2018                                                                         | Италија                                                        |
| 5      | Шпански            | 1969, 2002, 2004, 2012, 2013                                                                         | Шпанија, Норвешка                                              |
| 3      | Француски          | 1977, 1984, 2019                                                                                     | Француска, Белгија                                             |
| 3      | Холандски          | 1982, 1986, 1998                                                                                     | Холандија                                                      |
| 2      | Немачки            | 1979, 1983                                                                                           | Немачка                                                        |
| 2      | Дански             | 1985, 1989                                                                                           | Данска                                                         |
| 2      | Норвешки           | 1992, 1993                                                                                           | Норвешка                                                       |
| 1      | Турски             | 1999                                                                                                 | Турска                                                         |
| 1      | Фински             | 2000                                                                                                 | Финска                                                         |
| 1      | Словеначки         | 2006                                                                                                 | Словенија                                                      |
| 1      | Исландски          | 2011                                                                                                 | Остатак света (Исланд)                                         |
| 1      | Северни сами језик | 2021                                                                                                 | Норвешка                                                       |

## Хитови гостујућег жирија
Такмичење за хитове гостујућег жирија уведено је 2003. године, дајући гостујућим жиријима Ретро такмичења прилику да се такмиче у сопственом такмичењу. Такмичење је формирано као начин да огранци ОГАЕ постану жирији на Другом ретро такмичењу, при чему је сваки огранак који се не такмичи бирао хит песму из своје земље те године. Прво такмичење одржано је 2003. године, када су се на такмичењу такмичиле хит песме из 1985. године. До сада је одржано осамнаест такмичења, при чему је Италија победила у осам такмичења, Сједињене Државе су победиле два пута, а Белгија, Немачка, Шпанија, Шведска, Украјинска Совјетска Социјалистичка Република и Јамајка су победиле по једном. Умберто Тоци је до сада био одговоран за три победе Италије.
| Година | Победник                         | Песма                        | Извођач           | Друго место                      |
| ------ | -------------------------------- | ---------------------------- | ----------------- | -------------------------------- |
| 1968.  | Немачка                          | "Illusionen"                 | Alexandra         | Шпанија                          |
| 1969.  | Италија                          | "Una ragione di più"         | Ornella Vanoni    | Аустрија                         |
| 1970   | Остатак Света · Сједињене Државе | "Bridge over Troubled Water" | Simon & Garfunkel | Италија                          |
| 1971.  | Француска                        | "Pour un flirt"              | Michel Fugain     | Остатак света · Сједињене Државе |
| 1972.  | Француска                        | "Une Belle Histoire"         | Michel Fugain     | Шпанија                          |
| 1973.  | Италија                          | "Minuetto"                   | Mia Martini       | Грчка                            |
| 1974.  | Остатак света · Јамајка          | "Kung Fu Fighting"           | Carl Douglas      | Шпанија                          |
| 1975.  | Остатак света · Сједињене Државе | "Only Yesterday"             | The Carpenters    | Ирска                            |
| 1976.  | Sweden                           | "Fernando"                   | ABBA              | Остатак света · Сједињене Државе |
| 1977.  | Италија                          | "Ti amo"                     | Umberto Tozzi     | Аустрија                         |
| 1978.  | Шпанија                          | "Vivir asi es morir de amor" | Camilo Sesto      | Италија                          |
| 1979.  | Италија                          | "Gloria"                     | Umberto Tozzi     | Остатак света · Сједињене Државе |
| 1980.  | Италија                          | "Stella stai"                | Umberto Tozzi     | Кипар                            |
| 1981.  | Italy                            | "Sarà perché ti amo"         | Ricchi e Poveri   | Шпанија                          |
| 1982.  | Италија                          | "Storie di tutti o giorni"   | Riccardo Fogli    | Француска                        |
| 1983.  | Италија                          | "Sarà quel che sarà"         | Tiziana Rivale    | Ukrainian SSR                    |
| 1984.  | Ukrainian SSR                    | "Oy zelene zhito zelene"     | Oksana Bilozir    | Грчка                            |
| 1985.  | Белгија                          | "Vergeet Barbara"            | Will Tura         | СР Србија                        |